# Nils Kagg (1636–1699)
Nils Kagg, född 15 augusti 1636, död 8 augusti 1699, var en svensk kammarherre.

## Biografi
Nils Kagg föddes 1636 på Källstorp. Han var son till friherren Nils Kagg och Margareta Bonde. Kagg blev 26 mars 1653 student vid Uppsala universitet och 1670 kammarherre. Han avled 1699 och begravdes i en familjegrav i Örslösa kyrka.

### Egendom
Kagg var herre till Kjellstorp och Kårtorp i Vedums socken och Arvidstorp i Mellby socken.

### Familj
Kagg gifte sig 2 december 1660 i Stockholm med friherrinnan Märta Ribbing af Zernava (1637–1700), dotter till riksrådet och guvernören Per Ribbing af Zernava och Christina Ryning. De fick tillsammans barnen överstelöjtnanten Lars Kagg (1661–1710), Margareta Kagg (1662–1668), kaptenen Nils Kagg (1663–1724), kaptenen Johan Kagg (1664–1739), Christina Maria Kagg (1666–1739) som var gift med överstelöjtnanten Reinhold Klfverskjöld, översten Carl Kagg (1667–1730), Gustaf Kagg (född 1668), Per Kagg (född 1669), Georg Kagg, Märta Kagg (1671–1710), Agneta Kagg, Lennart Kagg, Helena Kagg (född 1676) som var gift med kaptenen Hans Gabriel Stierna och kaptenen Hans Ulfsparre af Broxvik och Beata Kagg (1676–1752) som var gift med kaptenen Ulf Gustaf Bonde.